# Phyllophaga cribrosa
Phyllophaga cribrosa är en skalbaggsart som beskrevs av Leconte 1856. Phyllophaga cribrosa ingår i släktet Phyllophaga och familjen Melolonthidae. Inga underarter finns listade i Catalogue of Life.